# Eueides adusta
Eueides adusta är en fjärilsart som beskrevs av Hans Ferdinand Emil Julius Stichel 1903. Eueides adusta ingår i släktet Eueides och familjen praktfjärilar. Inga underarter finns listade i Catalogue of Life.